# Flavia Rigamonti
Flavia Fly Rigamonti (Sorengo, 1º luglio 1981) è un'ex nuotatrice svizzera.

## Biografia
Specializzata nelle distanze lunghe dello stile libero (800 m e 1500 m), ha vinto 3 argenti mondiali nei 1500 m e 3 bronzi ai mondiali in vasca corta negli 800 m. Prima nuotatrice europea scesa sotto il limite dei 16 minuti nei 1500 m stile libero, ha conquistato anche un oro sugli 800 m sl agli europei di Helsinki 2000, oltre a varie medaglie (di cui 3 d'oro) ai Campionati europei in vasca corta, sempre negli 800 m sl.

## Palmarès
- Mondiali

Fukuoka 2001: argento nei 1500m sl.
Montreal 2005: argento nei 1500m sl.
Melbourne 2007: argento nei 1500m sl.
- Mondiali in vasca corta

Hong Kong 1999: bronzo negli 800m sl.
Atene 2000: bronzo negli 800m sl.
Mosca 2002: bronzo negli 800m sl.
- Europei:

Helsinki 2000: oro negli 800m sl.
Eindhoven 2008: oro nei 1500m sl.
- Europei in vasca corta:

Rostock 1996: argento negli 800m sl.
Sheffield 1998: oro negli 800m sl.
Lisbona 1999: argento negli 800m sl.
Anversa 2001: oro negli 800m sl.
Riesa 2002: argento negli 800m sl.
Vienna 2004: oro negli 800m sl.
Trieste 2005: bronzo negli 800m sl.
- Universiadi:

Bangkok 2007: oro negli 800m sl e nei 1500m sl.